# Purhus Kommune
| Strukturdaten       | Strukturdaten   |
| ------------------- | --------------- |
| Sitz der Verwaltung | Fårup           |
| Fläche              | 168,72 km²      |
| Einwohner           | 8.589 (2003)    |
| Kommune seit 2007   | Randers Kommune |

Purhus Kommune war bis Dezember 2006 eine dänische Kommune im Osten Jütlands im damaligen Århus Amt. Seit Januar 2007 ist sie zusammen mit der „alten“ Randers Kommune, der Nørhald Kommune und der Langå Kommune (ohne die drei südlichsten Kirchspiele) sowie dem westlichen Teil der Sønderhald Kommune und dem Gebiet von Havndal in der Mariager Kommune Teil der neuen Randers Kommune.
Purhus Kommune entstand im Zuge der Verwaltungsreform des Jahres 1970 und umfasste folgende Sogn:
- Asferg Sogn
- Fårup Sogn
- Gassum Sogn
- Kousted Sogn
- Læsten Sogn
- Nørbæk Sogn
- Spentrup Sogn
- Sønderbæk Sogn
- Ålum Sogn
- Øster Bjerregrav Sogn